# Charles Somerset, IV duca di Beaufort
Charles Somerset, IV duca di Beaufort (Caldicot, 12 settembre 1709 – Badminton, 28 ottobre 1756), è stato un nobile e politico inglese.

## Biografia
Era il figlio più giovane di Henry Somerset, II duca di Beaufort, e della sua seconda moglie, Rachel Noel. Il 24 febbraio 1746, alla morte del fratello, gli succedette e divenne quarto duca di Beaufort. Studiò a Oxford e si laureò in legge.

## Matrimonio

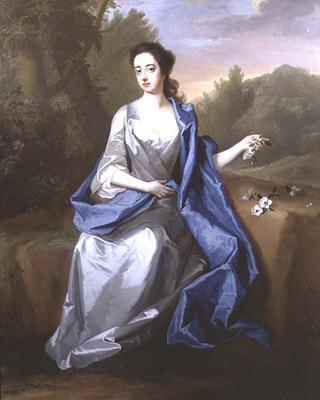
Ritratto di Elizabeth Berkeley, duchessa di Beaufort, di Michael Dahl.

Il 1º maggio 1740, sposò Elizabeth Berkeley, sorella di Norborne Berkeley, IV Barone di Botetourt. Elizabeth morì il 9 aprile 1799. La coppia ebbe sei figli:
- Lady Anne Somerset (11 marzo 1741 - 18 maggio 1763), sposò Charles Compton, VII conte di Northampton, il 13 settembre 1759, ed ebbero figli;
- Lady Elizabeth Somerset (12 marzo 1742 - 7 maggio 1760);
- Henry Somerset, V duca di Beaufort (1744-1803);
- Lady Rachel Somerset (agosto 1746 - maggio 1747);
- Lady Mary Isabella Somerset (1º agosto 1756 - 2 settembre 1831), sposò Charles Manners, IV duca di Rutland, il 26 dicembre 1775, ed ebbero figli;
- Lady Henrietta Somerset (26 aprile 1748 - 24 luglio 1770), sposò Sir Watkin Williams-Wynn, IV Baronetto, il 6 aprile 1769, non ebbero figli.

## Ascendenza
|                                            |                                      |                                    | Genitori                                    |  |  | Nonni |  |  | Bisnonni                           |  |  | Trisnonni                                 |  |
|                                            |                                      |                                    |                                             |  |  |       |  |  | Henry Somerset, I duca di Beaufort |  |  | Edward Somerset, II marchese di Worcester |  |
|                                            |                                      |                                    |                                             |  |  |       |  |  | Henry Somerset, I duca di Beaufort |  |  | Edward Somerset, II marchese di Worcester |  |
|                                            |                                      | Elizabeth Dormer                   |                                             |  |  |       |  |  | Henry Somerset, I duca di Beaufort |  |  |                                           |  |
| Charles Somerset, marchese di Worcester    |                                      |                                    |                                             |  |  |       |  |  | Henry Somerset, I duca di Beaufort |  |  |                                           |  |
|                                            |                                      | Mary Capell                        | Arthur Capell, I barone Capell di Hadham    |  |  |       |  |  |                                    |  |  |                                           |  |
|                                            |                                      | Mary Capell                        | Arthur Capell, I barone Capell di Hadham    |  |  |       |  |  |                                    |  |  |                                           |  |
|                                            |                                      | Mary Capell                        | Elizabeth Morrison                          |  |  |       |  |  |                                    |  |  |                                           |  |
| Henry Somerset, II duca di Beaufort        |                                      | Mary Capell                        |                                             |  |  |       |  |  |                                    |  |  |                                           |  |
|                                            |                                      | Josiah Child, I baronetto          | Richard Child                               |  |  |       |  |  |                                    |  |  |                                           |  |
|                                            |                                      | Josiah Child, I baronetto          | Richard Child                               |  |  |       |  |  |                                    |  |  |                                           |  |
|                                            |                                      | Josiah Child, I baronetto          | Elizabeth Roycroft                          |  |  |       |  |  |                                    |  |  |                                           |  |
| Rebecca Child                              |                                      | Josiah Child, I baronetto          |                                             |  |  |       |  |  |                                    |  |  |                                           |  |
|                                            |                                      | Mary Atwood                        | William Atwood                              |  |  |       |  |  |                                    |  |  |                                           |  |
|                                            |                                      | Mary Atwood                        | William Atwood                              |  |  |       |  |  |                                    |  |  |                                           |  |
|                                            |                                      | Mary Atwood                        | Mary Hampton                                |  |  |       |  |  |                                    |  |  |                                           |  |
| Charles Somerset, IV duca di Beaufort      |                                      | Mary Atwood                        |                                             |  |  |       |  |  |                                    |  |  |                                           |  |
|                                            | Edward Noel, I conte di Gainsborough | Baptist Noel, III visconte Campden |                                             |  |  |       |  |  |                                    |  |  |                                           |  |
|                                            | Edward Noel, I conte di Gainsborough | Baptist Noel, III visconte Campden |                                             |  |  |       |  |  |                                    |  |  |                                           |  |
|                                            | Edward Noel, I conte di Gainsborough | Hester Wotton                      |                                             |  |  |       |  |  |                                    |  |  |                                           |  |
| Wriothesley Noel, II conte di Gainsborough | Edward Noel, I conte di Gainsborough |                                    |                                             |  |  |       |  |  |                                    |  |  |                                           |  |
|                                            |                                      | Elizabeth Wriothesley              | Thomas Wriothesley, IV conte di Southampton |  |  |       |  |  |                                    |  |  |                                           |  |
|                                            |                                      | Elizabeth Wriothesley              | Thomas Wriothesley, IV conte di Southampton |  |  |       |  |  |                                    |  |  |                                           |  |
|                                            |                                      | Elizabeth Wriothesley              | Rachel de Massue de Rouvigny                |  |  |       |  |  |                                    |  |  |                                           |  |
| Rachel Noel                                |                                      | Elizabeth Wriothesley              |                                             |  |  |       |  |  |                                    |  |  |                                           |  |
|                                            |                                      | Fulke Greville, V barone Brooke    | Robert Greville, II barone Brooke           |  |  |       |  |  |                                    |  |  |                                           |  |
|                                            |                                      | Fulke Greville, V barone Brooke    | Robert Greville, II barone Brooke           |  |  |       |  |  |                                    |  |  |                                           |  |
|                                            |                                      | Fulke Greville, V barone Brooke    | Catherine Russell                           |  |  |       |  |  |                                    |  |  |                                           |  |
| Catherine Greville                         |                                      | Fulke Greville, V barone Brooke    |                                             |  |  |       |  |  |                                    |  |  |                                           |  |
|                                            |                                      | Sarah Dashwood                     | Francis Dashwood                            |  |  |       |  |  |                                    |  |  |                                           |  |
|                                            |                                      | Sarah Dashwood                     | Francis Dashwood                            |  |  |       |  |  |                                    |  |  |                                           |  |
|                                            |                                      | Sarah Dashwood                     | Alice Sleigh                                |  |  |       |  |  |                                    |  |  |                                           |  |
|                                            |                                      | Sarah Dashwood                     |                                             |  |  |       |  |  |                                    |  |  |                                           |  |

| Controllo di autorità | VIAF (EN) 1857153596624851900001 |